# Michelle Larcher de Brito
Michelle Larcher de Brito (n. Lisboa, Portugal; 29 de enero de 1993) es una tenista profesional portuguesa. La familia Larcher de Brito se trasladó a los Estados Unidos cuando ella tenía nueve años para que pudiera asistir a la Academia de Tenis Nick Bollettieri en Bradenton, Florida. Allí, fue entrenada por Nick Bollettieri hasta el final de 2007. Actualmente entrena a tiempo completo con su padre, Antonio Larcher de Brito.
Es la primera jugadora portuguesa en entrar en el cuadro principal de un Grand Slam, que se produjo en el Torneo de Roland Garros 2009. Sus impresionantes resultados en tan temprana edad han llevado a que Nick Bollettieri haya declarado que la veía como una posible Top 10. También es conocida por sus fuertes gruñidos durante la ejecución de los tiros, que se destacan por superar en decibelios a María Sharápova, Monica Seles, Victoria Azarenka y Venus y Serena Williams. En respuesta a las críticas de otras jugadoras acerca de esto, se defendió diciendo: "Yo podría (dejar de gruñir), pero, ya sabes, no se siente natural, porque se siente como que falta algo en mi juego si me detengo".

## Títulos

### Individuales (0)
| Leyenda               |
| Grand Slam (0)        |
| WTA Championships (0) |
| Premier (0)           |
| International (0)     |

#### Finalista (0)
| Leyenda                    |
| Grand Slam (0)             |
| WTA Tour Championships (0) |
| Premier (0)                |
| International (0)          |

## Títulos ITF

### Individuales
| Torneos de $100 000 (0) |
| Torneos de $75 000 (0)  |
| Torneos de $50 000 (0)  |
| Torneos de $25 000 (3)  |
| Torneos de $10 000 (0)  |

| N.º | Fecha                 | Torneo          | Superficie | Oponente en la final | Resultado en la final |
| 1.  | 6 de febrero de 2011  | Rancho Santa Fe | Dura       | Madison Brengle      | 3–6, 6–4, 6–1         |
| 2.  | 30 de octubre de 2011 | Bayamon         | Dura       | Mónica Puig          | 6–3, 6–2              |
| 3.  | 19 de febrero de 2012 | Surprise        | Dura       | Claire Feuerstein    | 6–1, 6–3              |

#### Finalista
| Torneos de $100 000 (0) |
| Torneos de $75 000 (1)  |
| Torneos de $50 000 (1)  |
| Torneos de $25 000 (0)  |
| Torneos de $10 000 (0)  |

| N.º | Fecha                   | Torneo          | Superficie    | Oponente en la final | Resultado en la final |
| 1.  | 1 de mayo de 2011       | Charlottesville | Tierra batida | Stéphanie Dubois     | 1–6, 7–6(5), 6–1      |
| 2.  | 13 de noviembre de 2011 | Phoenix         | Dura          | Sesil Karatantcheva  | 6–1, 7–5              |